# 供養
供養（くよう）は、サンスクリット語のプージャー（pūjā）またはプージャナー（pūjanā）の訳で、仏、菩薩、諸天などに香、華、燈明、飲食などの供物を真心から捧げること。
日本の民間信仰では、死者・祖先に対する追善供養のことを特に供養ということが多い。これから派生して、仏教と関係なく、死者への弔いという意味で広く供養と呼ぶこともある。また動物等に対する供養、さらには針供養や人形供養のように生き物でない道具等に対する供養もある。供養のための塔や塚、石碑が建てられることもある。

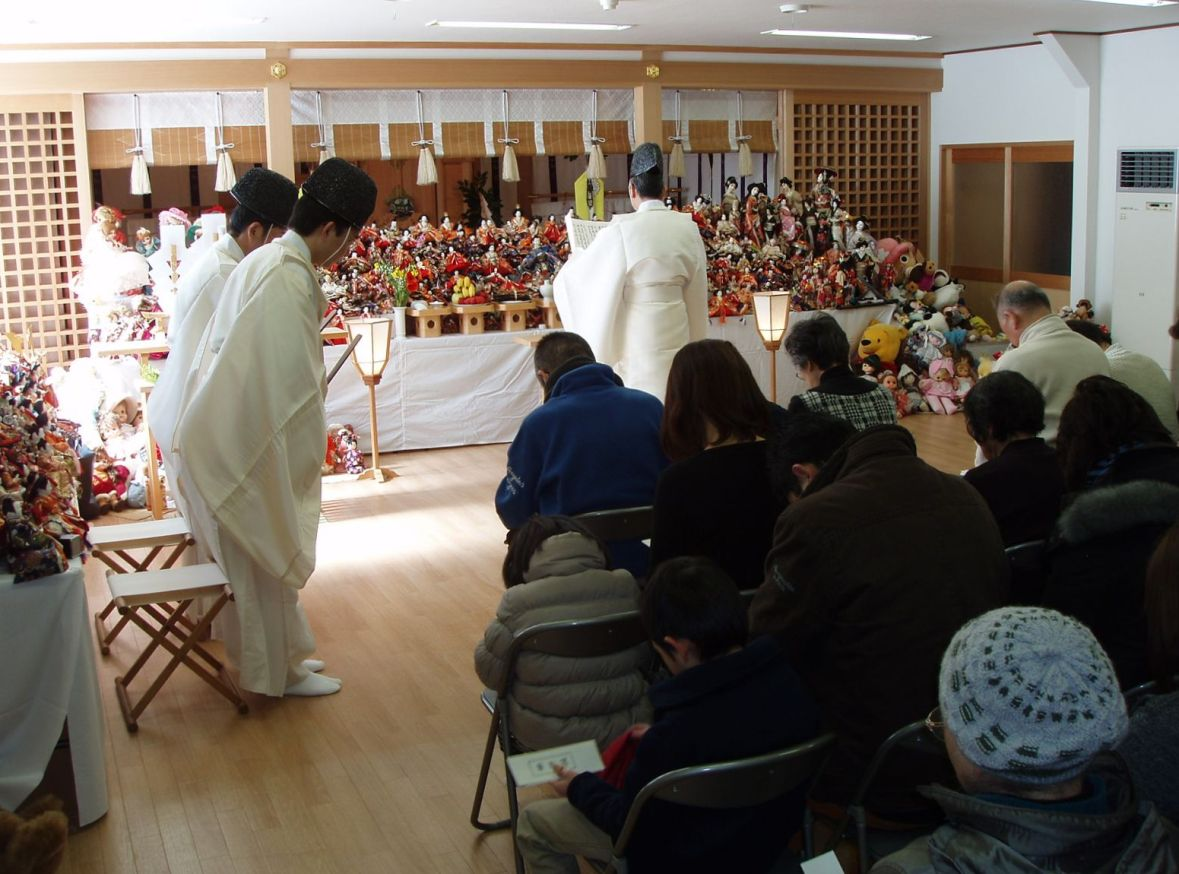
西野神社人形供養祭

## チベット仏教における供養
- 二種供養
  - 利供養：香・華・飲食など財物を供養すること
  - 法供養：僧が法を説くなど修行して衆生を利益する供養
- 三種供養
  - 利供養
  - 敬供養（讃嘆恭敬する供養）
  - 行供養（仏法を行ずる供養）
- 四事供養
  - 飲食・衣服・臥具・湯薬
- 五供養（密教）
  - 塗香・華・焼香・飲食・灯明
- 六種供養
  - 閼伽（あか＝水）・塗香・華・焼香・飲食・灯明。

「閼伽・塗香・華」については全く同一の形状の「六器」により1対3組を、「焼香」は「火舎（香炉）」、「飲食」は「飲食器(おんじきき)」、灯明は油を満たした器にて祀る。
- 七種供養

チベット式。全く同一の形状の「七器」を用いる。「七器」すべてに水を注いで供物の代用とする方法や、灯明のみバターランプ器を用い、残る器に実際に供物を盛る方法がある。
- 一般的な方法：漱口水・洗足水・華・焼香・灯明・塗香・飯食
  - 父タントラ：飲食（ニューデ nee wi dyā）・塗香（ゲーンデ gandhe）・灯明（アーローケ ā lo ke）・焼香（ドゥーペー dhu pe་）・華（ヒューペー puṣhpe）・洗足水（パーデム pādyaṃ ）・閼伽（アーガム arghaṃ）
  - 母タントラ：閼伽（アーガム arghaṃ）・洗足水（パーデム pādyaṃ）・華（ヒューペー puṣhpe）・焼香（ドゥーペー dhu pe）・灯明（アーローケ ā lo ke）・塗香（ゲーンデ gandhe）・飲食（ニューデ nee wi dyā）

- 八種供養

七種供養に音楽（シャプタ shapta）を加えたもの。
- 十種供養
  - 華・香・瓔珞・抹香・塗香・焼香・繒蓋憧幡（そうがいどうばん）・衣服・妓楽・合掌

などがある。

## 日本における供養

### 日本密教の供養

#### 六種供養
五供養（塗香、華、焼香、飲食、灯明）、六種供養（閼伽（あか）（水）、塗香、華、焼香、飲食、灯明）がある。
寺院では、大壇上の正面1辺（または4辺）に以下のセットを配列する。
- 火舎香炉（焼香）を中心に左右対称に六器を配置し、内側から外側にむけて観想のうえで閼伽・塗香・華鬘を供養するとみなす。その外側に仏器（飲食、おんじき）、華瓶（けびょう、華）。

大壇のうち、本尊と対面する一辺に導師席を置き、その左手側に、大壇に近い側に塗香器（塗香）・散杖・洒水器（水）を置く。

### 仏像の供養
仏教の信仰の対象となる仏像へ供物や読経を捧げる。寺院に安置されている仏像や野仏だけでなく、美術館などの展示品でも行われることがある。
仏壇、仏像、位牌などの仏具を焼却する「浄焚式」は一般的に「お焚き上げ」と呼ばれる。

### 死者の供養
人が死ぬと、葬儀の後も、仏壇で故人の冥福を祈ったり、墓に参ったり、年忌の追善法要を行ったりする。跡継ぎがいなかったり、子や孫などと疎遠になったりする場合は、永代供養を手配する人も多い。　
子孫が絶えるなどした無縁仏や、戦争や事件、事故、災害の犠牲者を、血縁がない人が供養することもある。後者では、慰霊碑が建てられたり、多くの人が集まって供養・慰霊のための式典が行われたりすることもある。
仏教が広まると合戦などで殺生を行う武者は、討ち取った者の首や耳を供養する首塚・耳塚を立てるようになった。

### 人間以外の動物の供養

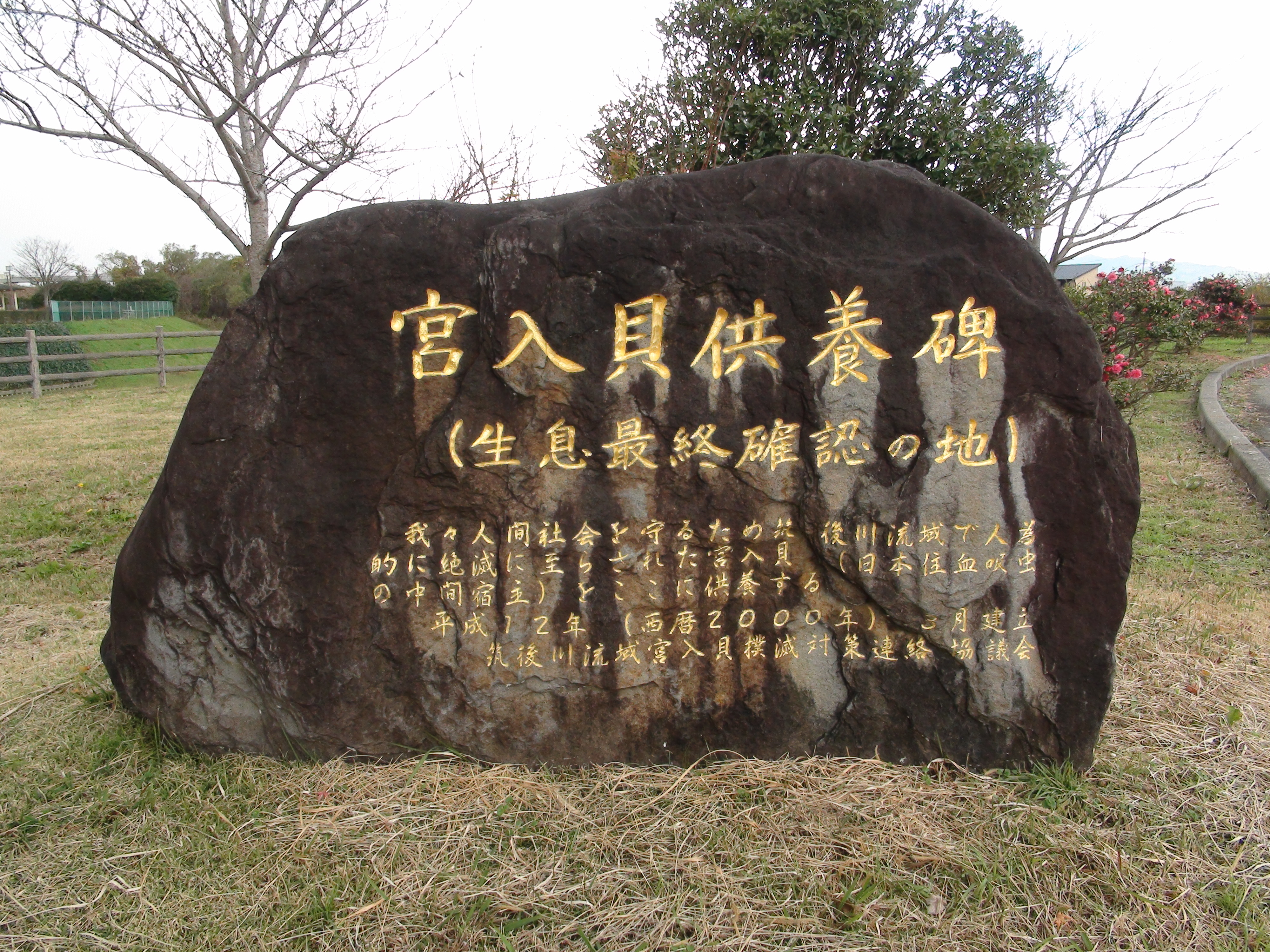
ミヤイリガイを供養するために建てられた石碑（久留米市）

愛玩動物に対するペット供養、警察犬の供養のほか、食用に動物・魚介類の供養が行われている。一例を挙げれば、築地市場（東京）に近い波除稲荷神社には、魚介類の供養塚が多く祀られている。
動物実験の被検体など人間のために犠牲となった生物の供養も行われている。殺虫剤の業界団体である日本家庭用殺虫剤工業会は虫供養を実施している。久留米市には地方病根絶のために駆除されたミヤイリガイを供養する石碑が建てられている。
各地の寺院や近世以前の街道沿いなどにある馬頭観音像は、斃死した荷運びの馬を弔うために建てられたものも多い。

### 物品などの供養

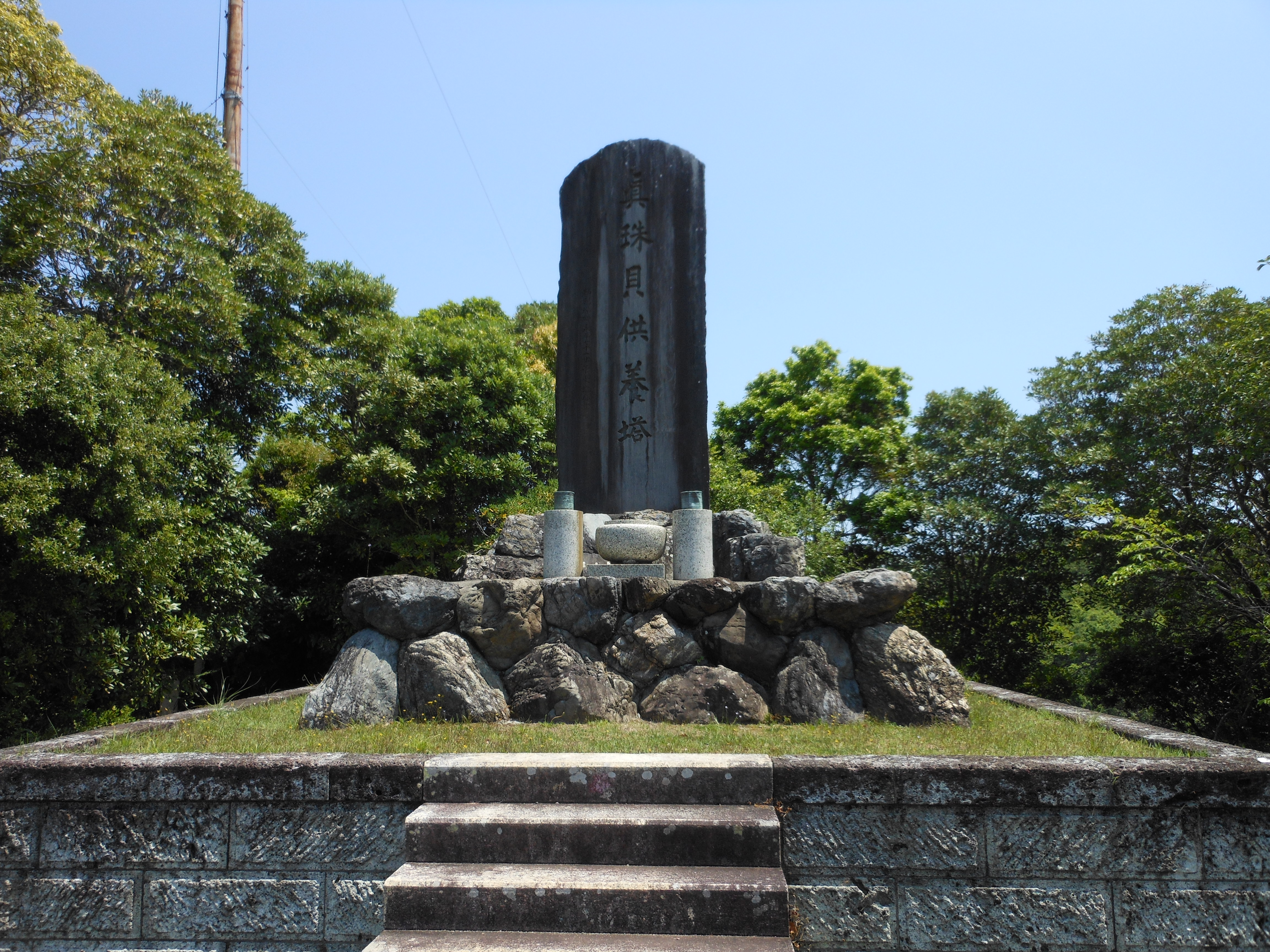
真珠貝供養塔（三重県志摩市）

日本では、生き物でない物品も、単にごみとして廃棄するのでなく、供養の対象とする例がある。使った道具への感謝を表すほか、人を撮影した写真や人に似せた人形、他人との縁を示す手紙や名刺、携帯電話、故人の思い入れがある遺品の整理時などが対象になる。仏式の供養のほか、神社でお焚き上げされる場合もある。また寺社への手続きを代行する企業も登場している。
物品以外にも炎上したSNSの画像や発信など情報の供養も行われている。
- 針供養 - 淡島神社や淡島神を祀る寺院で行われている。
- 包丁供養 - 葛城神社[1]
- 鋏供養
- 鏡供養
- 眼鏡供養 - 葛城神社[1]
- 写真供養
- 表札供養
- 経典供養
- 印章供養
- 人形供養 - 淡嶋神社
- 茶道具供養 - 茶筅など[13]
- 怪獣供養 - 円谷プロダクションでは厄払いとして始まった。